# Son Vida
Son Vida es una urbanización de lujo en Mallorca, España. Se encuentra situada en las colinas al oeste del centro de la ciudad de Palma. Está compuesta por más de 350 mansiones rodeadas de jardines, exuberante vegetación natural y el campo de Golf Son Vida. Asimismo, cuenta también con dos reconocidos hoteles de cinco estrellas, el Hotel Son Vida y el Arabella Sheraton, y también está rodeada por tres campos de Golf: Son Vida Golf, Son Muntaner y Son Quint. Cuenta con servicio de vigilancia las 24 h y un único acceso a la urbanización para garantizar el nivel de seguridad en la zona.